# Alchemilla bachiti
Alchemilla bachiti é uma espécie de rosácea do gênero Alchemilla, pertencente à família Rosaceae.